# Chrysosoma liberia
Chrysosoma liberia är en tvåvingeart som beskrevs av Charles Howard Curran 1929. Chrysosoma liberia ingår i släktet Chrysosoma och familjen styltflugor.
Artens utbredningsområde är Kongo. Inga underarter finns listade i Catalogue of Life.